# Tsuki ga Kirei
Tsuki ga Kirei (月がきれい lit. La Luna es hermosa?) es una serie de anime original dirigida por Seiji Kishi y producida por el estudio Feel.
Se emitió entre abril y junio de 2017 por Tokyo MX. La historia sigue la vida de dos estudiantes de secundaria, Akane y Kotarō, que se enamoran por primera vez y luchan por mantener su relación.

## Argumento
Kōtarō Azumi y Akane Mizuno se convirtieron en estudiantes de tercer año de escuela secundaria y son compañeros de clase por primera vez. Se ponen a cargo del equipo para el festival de deportes, y poco a poco se acercan más a través de LINE. Estos dos, junto con sus compañeros estudiantes, Chinatsu Nishio y Takumi Hira, se relacionan con los demás a través de entendimientos mutuos y sentimientos. A medida que su último año en la escuela secundaria progresa, el grupo supera sus desafíos para madurar y tomar conciencia de los cambios en sí mismos.

## Personajes

### Principales
Kōtarō Azumi (安曇 小太郎 Azumi Kōtarō?)
Estudiante de la clase 3-1 que pertenece al club de literatura. Tiene como objetivo convertirse en novelista y respeta a Osamu Dazai . Generalmente tiene una actitud tranquila y compuesta. Al principio es demasiado avergonzado para mostrar sus novelas a otras personas, pero al enterarse de amor de Akane para el funcionamiento y apertura de usar la vergüenza como un método de mejora de uno mismo, comienza a abrirse a esa posibilidad. Desde su infancia, Kotarō ha recibido instrucción en la representación de la danza tradicional y el acompañamiento musical de festivales, Hayashi, en un santuario sintoísta local . Él secretamente comienza a salir con Akane, pero más tarde reveló esto a Takumi.
Akane Mizuno (水野 茜 Mizuno Akane?)
Estudiante de clase 3-1 que pertenece al club de atletismo. Ella es un personaje fácil, pero puede ser autoconsciente y tímida a veces. Cuando se sentía nerviosa, le apretaba el saco de papa. Akane se trasladó a Kawagoe, Saitama cuando era un estudiante de quinto grado en la escuela primaria. Ella secretamente comienza a salir con Kotarō, pero más tarde reveló esto a Chinatsu y Takumi, que informó a todo el mundo acerca de eso. Cuando se ve obligada a mudarse a Chiba debido al trabajo de su padre, ella se vuelve ansiosa por su futura relación con Kotarō, pero lo anima cuando intenta entrar en la misma escuela que ella. Cuando Kotarō no consigue entrar, ella vuelve a estar ansiosa, pero encuentra nueva esperanza cuando ella lee su historia en línea, que es una promesa de amarla para siempre. La última toma al final del anime les muestra que se casaron concibiendo un niño años después.

### Compañeros de la escuela
Takumi Hira (比良 拓海 Hira Takumi?)
Es el presidente del club de atletismo. Ha estado enamorado de Akane desde el primer año.
Chinatsu Nishio (西尾 千夏 Nishio Chinatsu?)
Una de las mejores amigas de Akane en el club de atletismo. Ella comienza a sentir sentimientos por Azumi.
Roman Yamashina (?)
Es el mejor amigo de Kotarō que tiene una personalidad tranquila y siempre quiere leer la novela de Kotarō, a pesar del rechazo de este último. Está enamorado de su maestra de aula Ryōko y no dudará en mostrarlo.
Daichi Ogasawara (?)
Pertenece a la clase 3-1 y es uno de los mejores amigos de Kotarō. Tiene buenas calificaciones y es muy popular entre los maestros, pertenece al club de judo. Le gusta hacer ataques divertidos en Kotarō o Roman . No le gusta saltear su clase y clubes.
Aira Miyamoto (?)
Setsuko Satō (?)
Miu Imazu (?)

### Familiares
Ryūnosuke Azumi (?)
Junko Azumi (?)
Hiroshi Mizuno (?)
Saori Mizuno (?)

## Anime
La serie ha sido dirigida por Seiji Kishi y producida por el estudio feel.. Constó de 12 episodios transmitidos en la temporada de primavera de 2017 en Japón.

### Episodios
| #   | Título                                       | Fecha de Emisión Japón |
| --- | -------------------------------------------- | ---------------------- |
|     |                                              |                        |
| 1   | «Haru to Shuura» (春と修羅)                  | 6 de abril de 2017     |
| 2   | «Ichiaku no Suna» (一握の砂)                 | 13 de abril de 2017    |
| 3   | «Tsuki ni Hoeru» (月に吠える)                | 20 de abril de 2017    |
| 4   | «Tooriame» (通り雨)                          | 27 de abril de 2017    |
| 5   | «Kokoro» (こころ)                            | 4 de mayo de 2017      |
| 6   | «Hashire, Merosu!» (走れメロス)              | 11 de mayo de 2017     |
| 6.5 | «Michinori» (道程)                           | 18 de mayo de 2017     |
| 7   | «Oshiminaku Ai wa Ubau» (惜しみなく愛は奪う) | 25 de mayo de 2017     |
| 8   | «Vita Sexualis» (ヰタ・セクスアリス)         | 1 de junio de 2017     |
| 9   | «Kaze Tachinu» (風立ちぬ)                    | 8 de junio de 2017     |
| 10  | «Shayou» (斜陽)                              | 15 de junio de 2017    |
| 11  | «Gakumon no Susume» (学問のすすめ)           | 22 de junio de 2017    |
| 12  | «Sore Kara» (それから)                       | 29 de junio de 2017    |

### Tsuki ga Kirei Special
Tsuki ga Kirei Special (月がきれい?) es un episodio que salió junto con los Blu-ray y DVD de la serie, el 27 de septiembre de 2017. Recopila una serie de cortos cómicos, similares a los que fueron emitidos con los episodios de la serie.